# 横浜新道

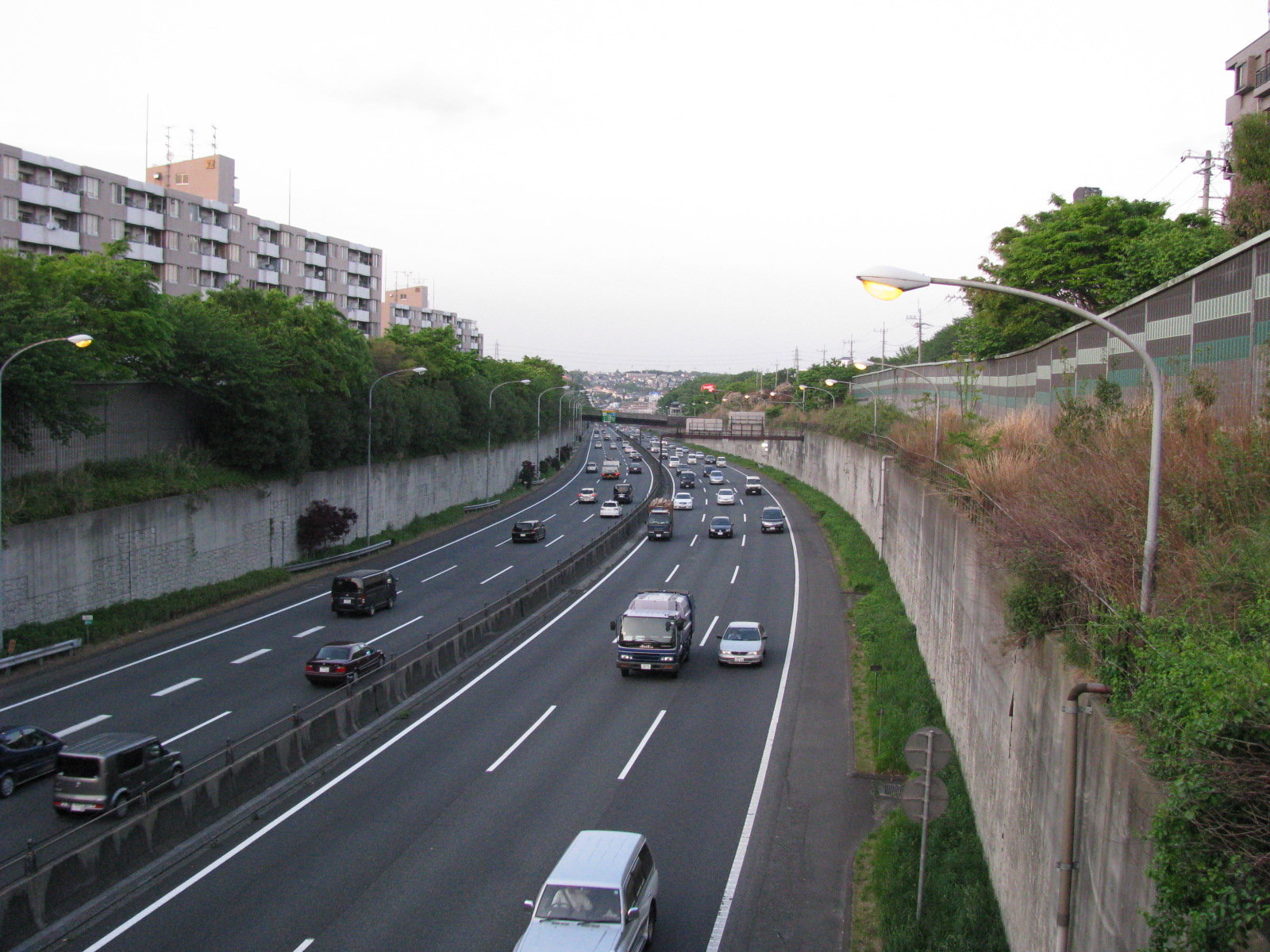
横浜新道
神奈川県横浜市保土ケ谷区仏向町付近

横浜新道（よこはましんどう）は、神奈川県横浜市内の国道1号バイパスである。全線は一般国道の指定区間である。道路法で定める自動車専用道路には指定されていない。
国土交通省直轄管理の無料道路区間と、東日本高速道路管理の有料道路区間との二種類から構成される。

## 概要
無料道路区間
- 起点 : 横浜市神奈川区立町
- 終点 : 横浜市保土ケ谷区常盤台
- 車線 : 4 車線

有料道路区間
- 起点 : 横浜市保土ケ谷区常盤台
- 終点 : 横浜市戸塚区上矢部町
- 車線 : 4 - 6 車線

## 歴史
1957年4月に行政道路の一部として無料道路区間が開通した。「行政道路」とは、「日本国とアメリカ合衆国との間の相互協力及び安全保障条約」（日米安全保障条約）の「日本国とアメリカ合衆国との間の安全保障条約第三条に基く行政協定」（日米行政協定）により計画された道路で、1948年11月に「日本の道路、及び街路網の維持修繕5ヵ年計画」（横浜 - 厚木、厚木 - 横須賀、横浜 - 横須賀など）覚書交付により、連合国軍最高司令官総司令部から建設を指示される。そして、横浜 - 厚木間の一部である無料道路区間は、大森アベニュー（国道1号線第二京浜）と厚木海軍飛行場や相模総合補給廠などを結ぶ道路として「横浜市道常盤台和田町線」と共に開通した。
1959年10月に有料道路横浜新道の保土ヶ谷起点 - 戸塚終点間が開通した。「有料道路横浜バイパス」として計画され、建設にあたっては日本初となる13トン級ブルドーザーによる土工工事となり、軟弱地盤対策としてサンドパイル工法を採用した。この建設以前の道路は簡易的な舗装であったが、本路線の建設後は本格的なコンクリートによる舗装など当時の最新技術が導入された。

### 年表
- 1948年（昭和23年）11月 : 連合国軍最高司令官総司令部が行政道路（無料道路区間）の建設を指示。
- 1957年（昭和32年）
  - 1月 : 日本道路公団が、有料道路横浜バイパス（有料道路横浜新道）の事業許可を受ける。
  - 4月 : 無料道路区間が開通。
  - 5月19日 : 有料道路横浜バイパス工事開始[2]。
- 1959年（昭和34年）10月28日 : 戸塚道路の区間に、保土ヶ谷起点 - 戸塚終点の区間を追加して有料道路横浜新道とする[3]。旧戸塚道路の区間は、横浜新道戸塚支線となる[4]。
- 1964年（昭和39年）12月16日 : 横浜新道戸塚支線の区間を無料開放する[5]。
- 1968年（昭和43年）7月5日 : 第三京浜道路との連絡路が開通（世田谷方面と連絡）。
- 1973年（昭和48年）4月17日 : 保土ヶ谷バイパスの開通により、新保土ヶ谷インターチェンジの供用開始。
- 1974年（昭和49年）2月5日 : 拡幅工事完了（上下線を完全分離）。
- 1985年（昭和60年）4月1日 : 三ツ沢ジャンクションの供用開始（首都高速神奈川2号三ツ沢線と連絡）。
- 1996年（平成8年）7月31日 : 保土ヶ谷有料道路起点 - 新保土ヶ谷インターチェンジの6 車線化拡幅完成。
- 2001年（平成13年）
  - 7月23日：新保土ヶ谷料金所・戸塚料金所にてETC運用開始。
  - 9月13日：暫定出入口を閉鎖。
  - 9月28日：全線改良工事完了（今井インターチェンジと川上インターチェンジの供用開始）。

## 路線状況

### 無料道路区間

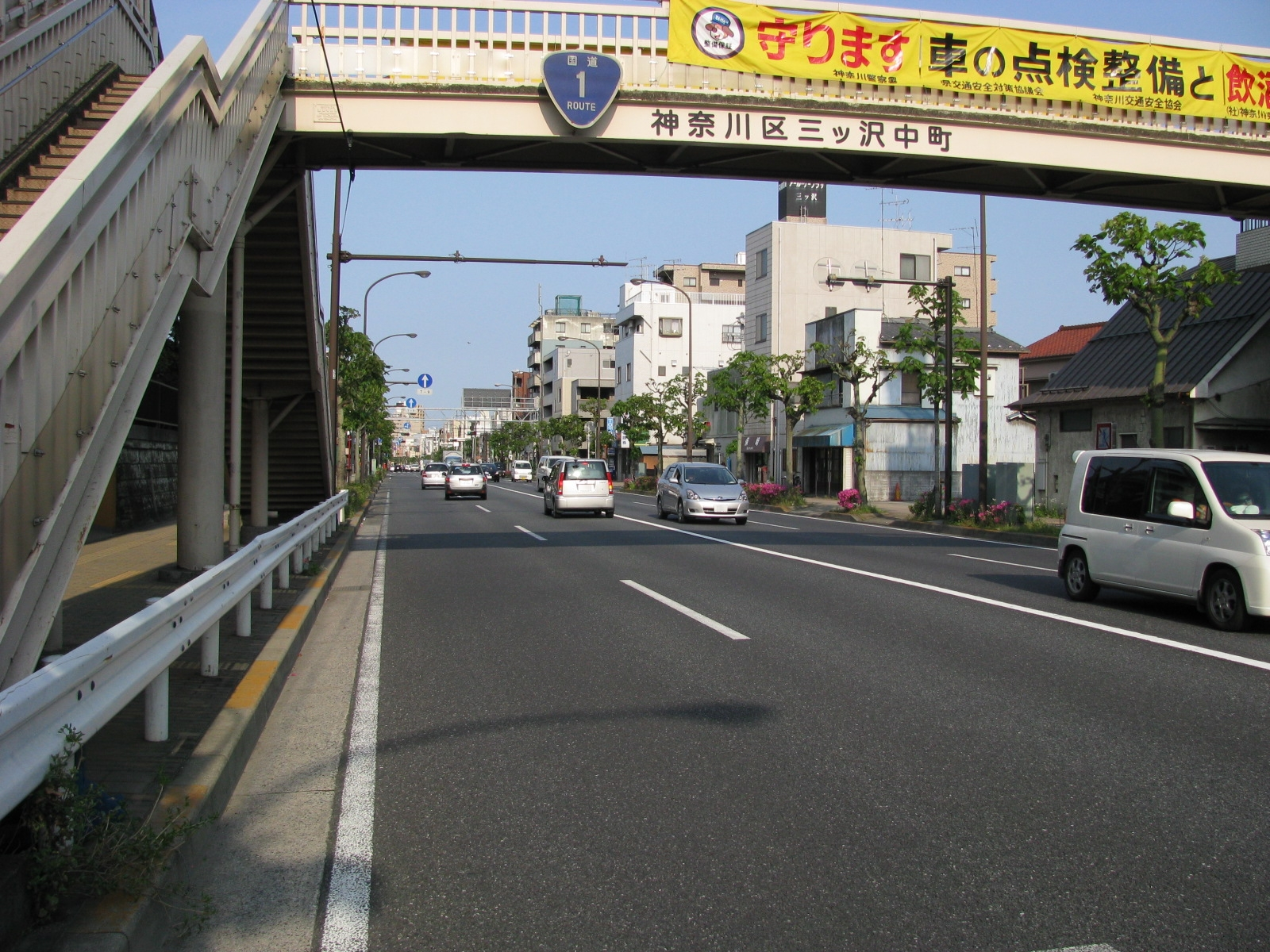
無料道路区間
横浜市神奈川区三ツ沢中町付近

神奈川区立町交差点で第二京浜国道から分岐、反町・三ツ沢を経由し、有料道路区間に接続する全長4.4 km、4 車線の一般道路である。

#### 交差する道路
| 接続路線名                            | 接続場所                 | 接続場所                                                             | 日本橋 から (km) |
| ------------------------------------- | ------------------------ | -------------------------------------------------------------------- | ---------------- |
| 国道1号第二京浜 日本橋・五反田方面    |                          |                                                                      |                  |
| 国道1号第二京浜                       | 神奈川区                 | 立町交差点                                                           | 28.9             |
| 県道12号横浜上麻生道路                | 神奈川区                 | 西神奈川交差点                                                       | 29.3             |
| 県道13号・新横浜通り                  | 神奈川区                 | 三ツ沢公園入口交差点（2016年10月に「三ツ沢上町交差点」から名称変更） | 32.3             |
| 県道13号・新横浜通り                  | 保土ケ谷区               | 三ツ沢公園入口交差点（2016年10月に「三ツ沢上町交差点」から名称変更） | 32.3             |
| E83国道466号第三京浜                  | 保土ヶ谷IC（岡沢出入口） | 32.5                                                                 |                  |
| 横浜新道有料道路区間                  | 有料道路接続             | 33.3                                                                 |                  |
| 横浜新道有料道路区間 小田原・戸塚方面 |                          |                                                                      |                  |

### 有料道路区間

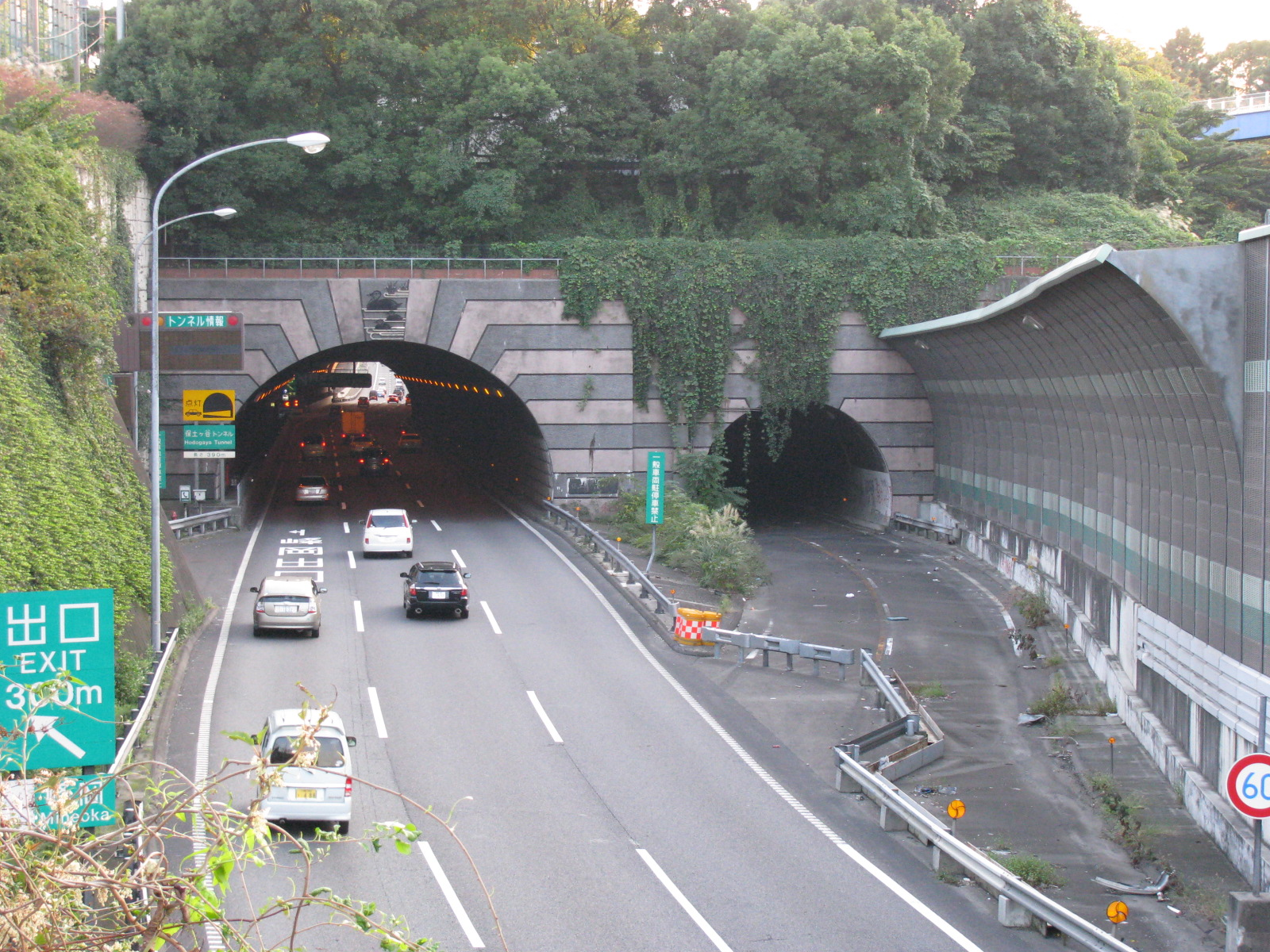
保土ヶ谷トンネル（下り線）
右は旧上り線トンネル

横浜新道（よこはましんどう、英語: YOKOHAMA SHINDO）（有料道路区間）は横浜市保土ケ谷区常盤台の起点から横浜市戸塚区上矢部町の終点を結ぶ東日本高速道路（NEXCO東日本）が管理する有料道路である。横浜市保土ケ谷区峰沢町から横浜市保土ケ谷区常盤台の間は、管理上では横浜新道とされているが、路線は第三京浜道路の支線である。
高速道路ナンバリングによる路線番号は、第三京浜道路とともに「E83」が割り振られている。

#### 通行規制
道路法で定める自動車専用道路ではない。有料道路区間については、歩行者・自転車・軽車両は通行禁止であり歩道も併設されない。ほとんどの区間は最高速度が70 km/hである。
- 保土ヶ谷IC - 今井IC間については、加えて、原動機付自転車を含む125 cc以下の二輪車の通行は禁止であり、自動車専用道路とほぼ同等の通行規制である。
- 戸塚 - 今井IC 区間については、上記の追加規制はなく、原動機付自転車を含む125 cc以下の二輪車も通行可能である。
  - しかし上記の通行禁止区間との接続部で、規制標識を見落としてそのまま走行すると通行禁止区間へ進むこととなる。このような事案が少なくないことから、神奈川県警察が「標識・看板をよく見て走行するように」と注意を呼びかけている[8]。

#### 保土ヶ谷トンネル
開通以来ある保土ヶ谷トンネルであるが、交通量の増加で交通の大きなネックになった。また、通過車両の大型化により2 車線ではあったが、トンネルの断面が小さく大型車の併走が不可能なこと（車線での限界高さが3m強程度なため、大型車が車線をまたぐ必要があった）も拍車をかけた。
1996年完成の改築では、上り線は新たに3 車線の新トンネルを建設し、下り線はトンネルを拡大する工事を行った。上り線の新トンネルを最初に建設して付け替えを行い、下り線を一旦、旧上り線トンネルへ付け替えてから下り線トンネルの拡大工事を行った後、元に戻す付け替えを経て現在の形となっている。

#### インターチェンジなど
- 以下、インターチェンジなどは略称（インターチェンジ =「IC」、パーキングエリア =「PA」、料金所 =「TB」）で示している。
- 全線神奈川県横浜市内に所在。

| IC 番号                          | 施設名       | 接続路線名               | 第三京浜 接続から (km) | 日本橋 から (km)                                                          | 備考                                                                                                  | 所在地     |
| -------------------------------- | ------------ | ------------------------ | ---------------------- | ------------------------------------------------------------------------- | --- | ---------- |
| 7                                | 保土ヶ谷IC   | E83 第三京浜道路         | 0.0                    | -                                                                         | | 保土ケ谷区 |
| 7                                | 保土ヶ谷IC   | 首都高速三ツ沢線         | 0.7                    | -                                                                         | | 保土ケ谷区 |
| 7                                | 保土ヶ谷IC   | 横浜新道無料道路区間     | 1.2                    | 33.3                                                                      | 国道1号本線 川崎方面                                                                                  | 保土ケ谷区 |
| 8                                | 常盤台出口   |                          | 1.5                    |                                                                           | 上り線出口                                                                                            | 保土ケ谷区 |
| 9                                | 峰岡出口     |                          | 1.8                    |                                                                           | 下り線出口                                                                                            | 保土ケ谷区 |
| 10                               | 星川入口     |                          | 2.5                    |                                                                           | 下り線入口                                                                                            | 保土ケ谷区 |
| -                                | 新保土ヶ谷TB | -                        | 4.0                    |                                                                           | 新保土ヶ谷ICの下りオフランプ及び上りオンランプに設置 （横浜横須賀道路・保土ヶ谷バイパス・藤塚IC方面） | 保土ケ谷区 |
| 11                               | 藤塚IC       |                          | 4.3                    |                                                                           | 新保土ヶ谷ICのランプと接続 （横浜新道本線とは接続していない） 下り線は出口のみ                        | 保土ケ谷区 |
| 12                               | 新保土ヶ谷IC | 国道16号保土ヶ谷バイパス | 4.5                    |                                                                           | | 保土ケ谷区 |
| 12                               | 新保土ヶ谷IC | E16 国道16号横浜新道     | 4.5                    | E16 国道16号横浜新道経由にて以下に接続 E16 横浜横須賀道路・首都高速狩場線 | | 保土ケ谷区 |
| 13                               | 今井IC       | 市道17号環状2号線        | 5.7                    |                                                                           | 旧国際ゴルフ橋IC                                                                                      | 保土ケ谷区 |
| 14                               | 川上IC       |                          | 7.3                    |                                                                           | | 戸塚区     |
| -                                | 戸塚TB/PA    | -                        | 8.9                    |                                                                           | | 戸塚区     |
| 15                               | 上矢部IC     | 県道401号瀬谷柏尾線      | 9.3                    |                                                                           | 下り線は入口のみ                                                                                      | 戸塚区     |
|                                  | 戸塚終点     | 国道1号戸塚道路          | 10.1                   | 42.2                                                                      | 不動坂交差点方面から進入できない                                                                      | 戸塚区     |
| 国道1号戸塚道路 小田原・藤沢方面 |              |                          |                        |                                                                           | |            |

- 案内標識は、三ツ沢ジャンクション（JCT）、新保土ヶ谷ICなど表示が無い箇所がある。なお、三ツ沢JCTについては、保土ヶ谷インターチェンジを参照。
- IC番号は第三京浜から連続している。キロポストは第三京浜との接続部からとなっている。

#### 廃止された出入口
完成当初から、近隣住民の通行を目的とした数多くの仮出入口があった。しかし、2001年9月13日に市道今井第332号線（品濃側道）の開通により役割が終わり、上り線戸塚料金所手前の出入口を除き閉鎖された。
- 峰岡入口（下り線）
- 星川出口（下り線）
- 仏向出入口（上下線）[10]
- ソニー研究所出入口/ソニー橋(下り線)(1995年廃止)[11]
- 今井出入口（下り線）
- 品濃入口（上り線）
- 品濃出口（下り線）
- 名瀬出入口（下り線）

#### 料金
走行区間に関係なく、均一料金となっている。なお、ETCは整備されているがETC割引制度（ETCマイレージサービスを除く）はない。
- 軽自動車等 : 260 円[12]
- 普通車 : 320 円
- 中型車 : 390 円
- 大型車 : 530 円
- 特大車 : 880 円
- 125 cc以下の二輪車（原付及び小型自動二輪車） : 80 円 ※原付及び小型自動二輪車は通行禁止区間あり

完全有料化に伴い、藤塚ICから第三京浜、星川ICから新保土ヶ谷ICを経由し横浜横須賀道路・保土ヶ谷バイパスへ向かう場合にも、料金が徴収されることとなった。
藤塚IC - 新保土ヶ谷IC、上矢部IC（上り線は戸塚料金所手前） - 戸塚終点、新保土ヶ谷IC - 狩場ICを利用する場合は料金所がなく、料金が徴収されない。

#### オートバイの通行規制
今井IC以東
自動車専用道路と同等の扱い。
125 cc以下のオートバイ（原動機付自転車、小型自動二輪車）は通行禁止。
オートバイの二人乗りは、年齢20 歳以上かつ二輪免許を受けていた期間が通算3 年以上という条件で可。
今井IC以西
一般道路と同じ扱い。
125 cc以下のオートバイ（原動機付自転車、小型自動二輪車）も通行可能。
オートバイの二人乗りは、二輪免許を受けていた期間が通算1 年以上という条件で可。
1996年7月まで、原動機付自転車・オートバイ共に全線通行可で、オートバイの二人乗り禁止規制が行われていた。しかし新保土ヶ谷トンネルの開通で平均速度が向上することや、原付車両通行禁止の保土ヶ谷バイパス方向への流入を防止するため、8月に今井ICから北は原付車両の走行禁止規制が実施された。なお速度規制については、これより前の制限が現在も維持されており、今井ICより南側では、小型自動二輪車が70 km/hまで走行することが現在も可能（オートバイの二人乗りは2005年の道路交通法改正で変更）。

#### ハイウェイラジオ
- 新保土ヶ谷（保土ヶ谷IC - 新保土ヶ谷IC）
- 今井（今井IC - 川上IC）

2箇所共にコールサインは「ハイウェイラジオ横浜新道○○」と放送される（例 : 新保土ヶ谷であれば「ハイウェイラジオ横浜新道新保土ヶ谷よりお伝えしました」）。現在は岩槻管制から放送されているが、日本道路公団時代は川崎管制より放送されていた（川崎管制は現在はNEXCO中日本東京支社であり、同じ形態の放送が東名高速道路と小田原厚木道路で2011年9月まで放送されていた）。現行の岩槻管制に移管されたのは民営化から1 年後の2006年10月のことである。

#### 所管警察
一般道路でありながら、神奈川県警察高速道路交通警察隊港北分駐所の管轄である。

### 路線バス
かつては神奈中と相鉄の路線バスが横浜駅西口を起点として、保土ヶ谷ICから戸塚終点を経て戸塚駅、川上ICを経て東戸塚駅（相鉄は東戸塚駅を経由して川上団地まで）まで運行していたが、現在運行中の路線は相鉄バスの浜17系統のみである。（空港リムジンバスは除く）

#### 現存するバス停留所
- 藤塚町BS（保土ケ谷区藤塚町）：浜17系統
- 今井町BS（保土ケ谷区今井町）：浜17系統

#### 廃止されたバス停留所
- 常盤台上BS（保土ケ谷区常盤台）：保土ヶ谷トンネル戸塚側出口付近にあったが、6 車線化工事に伴い廃止。
- 星川町BS（保土ケ谷区星川町）：星川ICに隣接しており、現在は立ち入り禁止である。
- 仏向町BS（保土ケ谷区仏向町）：星川町BS-藤塚町BS間。現在の浜17系統『公園橋』バス停付近にあったが、6 車線化された現在は面影を見ることはできない。
- 横浜ゴルフ場下BS（保土ケ谷区今井町）：浜18系統 ※2024年11月30日廃止[15][16]
- 名瀬町BS（戸塚区名瀬町）：戸塚料金所の東京方、名瀬道路との交点付近にあった。
- 歌舞伎台BS（戸塚区上矢部町）：上矢部IC-戸塚終点間。
- 品濃町BS（戸塚区品濃町）：浜18系統 ※2024年11月30日廃止[15][16]
- 川上町BS（戸塚区川上町）：深夜急行平塚駅行き（降車のみ）※2024年11月30日廃止[17]

## 交通量
24 時間交通量（台）　道路交通センサス
| 区間                                                  | 平成17（2005）年度 | 平成22（2010）年度 | 平成27（2015）年度 |
| ----------------------------------------------------- | ------------------ | ------------------ | ------------------ |
| 保土ヶ谷IC（第三京浜分岐部） - 保土ヶ谷IC（国大出口） | 104,545            | 85,549             | 87,806             |
| 保土ヶ谷IC（国大出口） - 常盤台出口                   | 104,545            | 107,895            | 110,077            |
| 常盤台出口 - 峰岡出口                                 | 104,545            | 110,099            | 110,852            |
| 峰岡出口 - 星川入口                                   | 104,545            | 105,531            | 107,149            |
| 星川入口 - 藤塚IC                                     | 104,545            | 107,897            | 108,857            |
| 藤塚IC - 新保土ヶ谷IC                                 | 104,545            | 117,516            | 114,368            |
| 新保土ヶ谷IC - 今井IC                                 | 94,782             | 91,312             | 92,413             |
| 今井IC - 川上IC                                       | 87,372             | 84,165             | 85,050             |
| 川上IC - 上矢部IC                                     | 77,647             | 75,660             | 76,625             |
| 上矢部IC - 戸塚終点                                   | 77,647             | 75,124             | 75,564             |

（出典：「平成22年度道路交通センサス」・「平成27年度全国道路・街路交通情勢調査」（国土交通省ホームページ）より一部データを抜粋して作成）
- 令和2年度に実施予定だった交通量調査は、新型コロナウイルスの影響で延期された[18]。

## ギャラリー

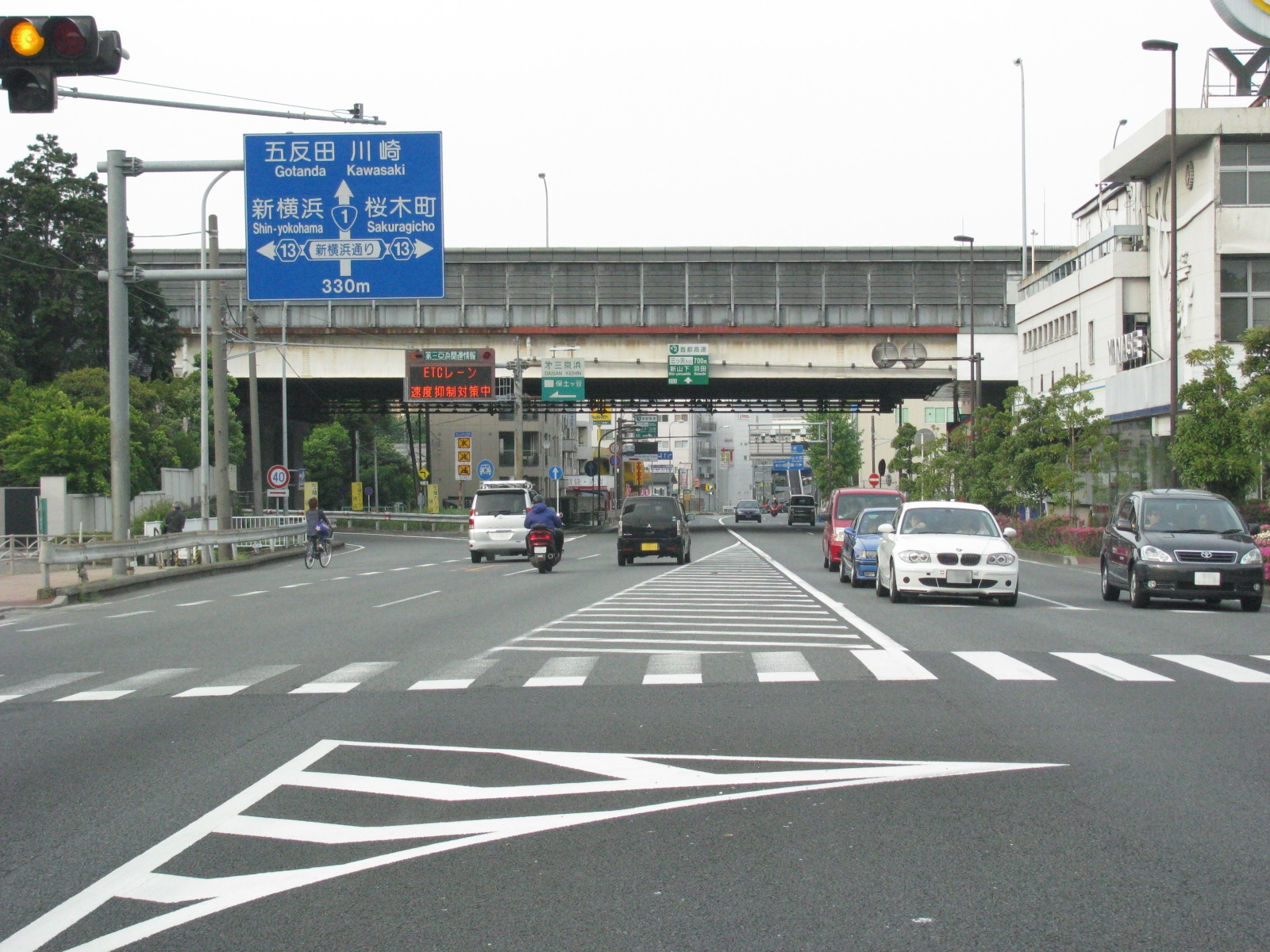
市民病院入口交差点
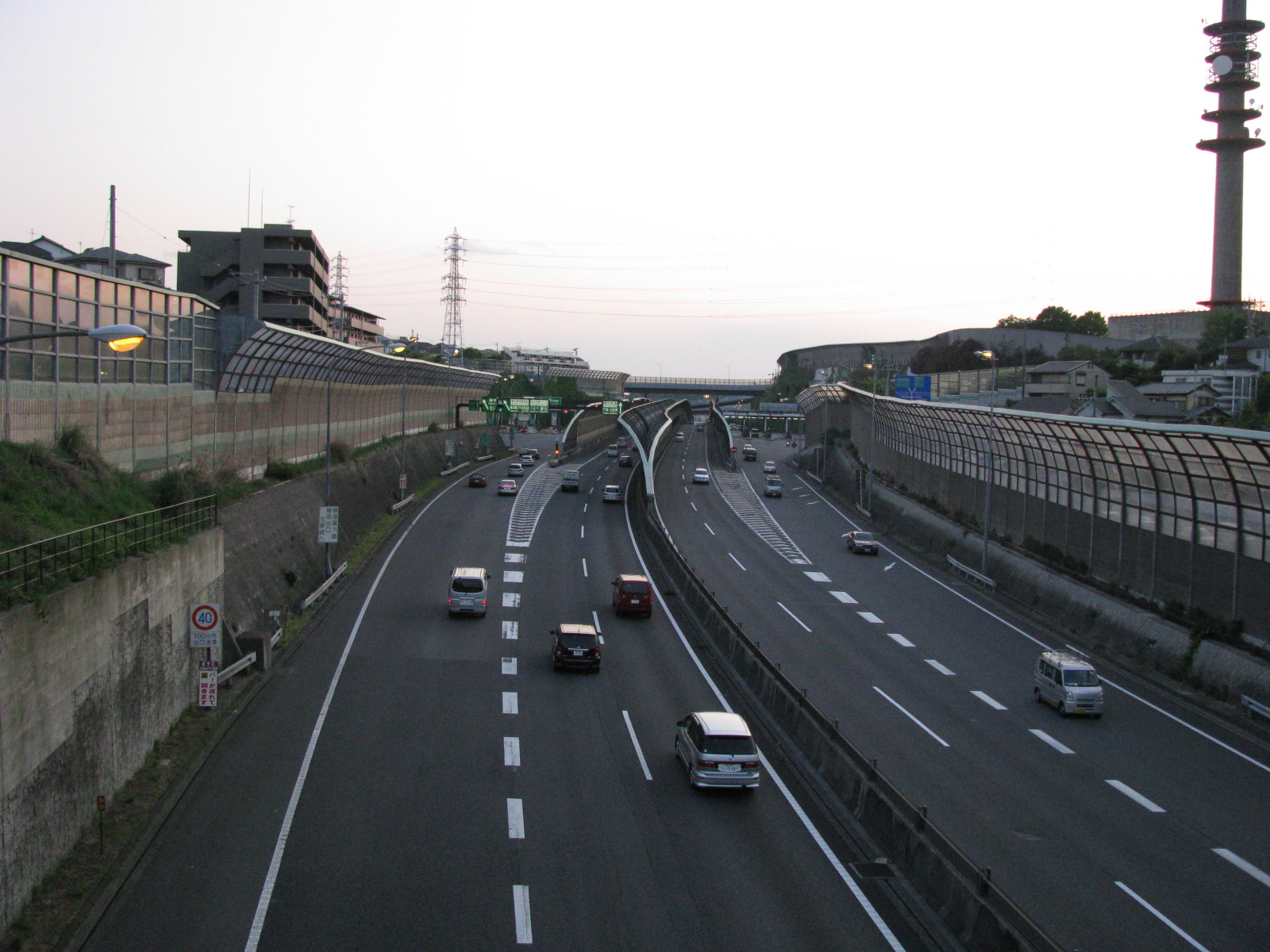
新保土ヶ谷料金所
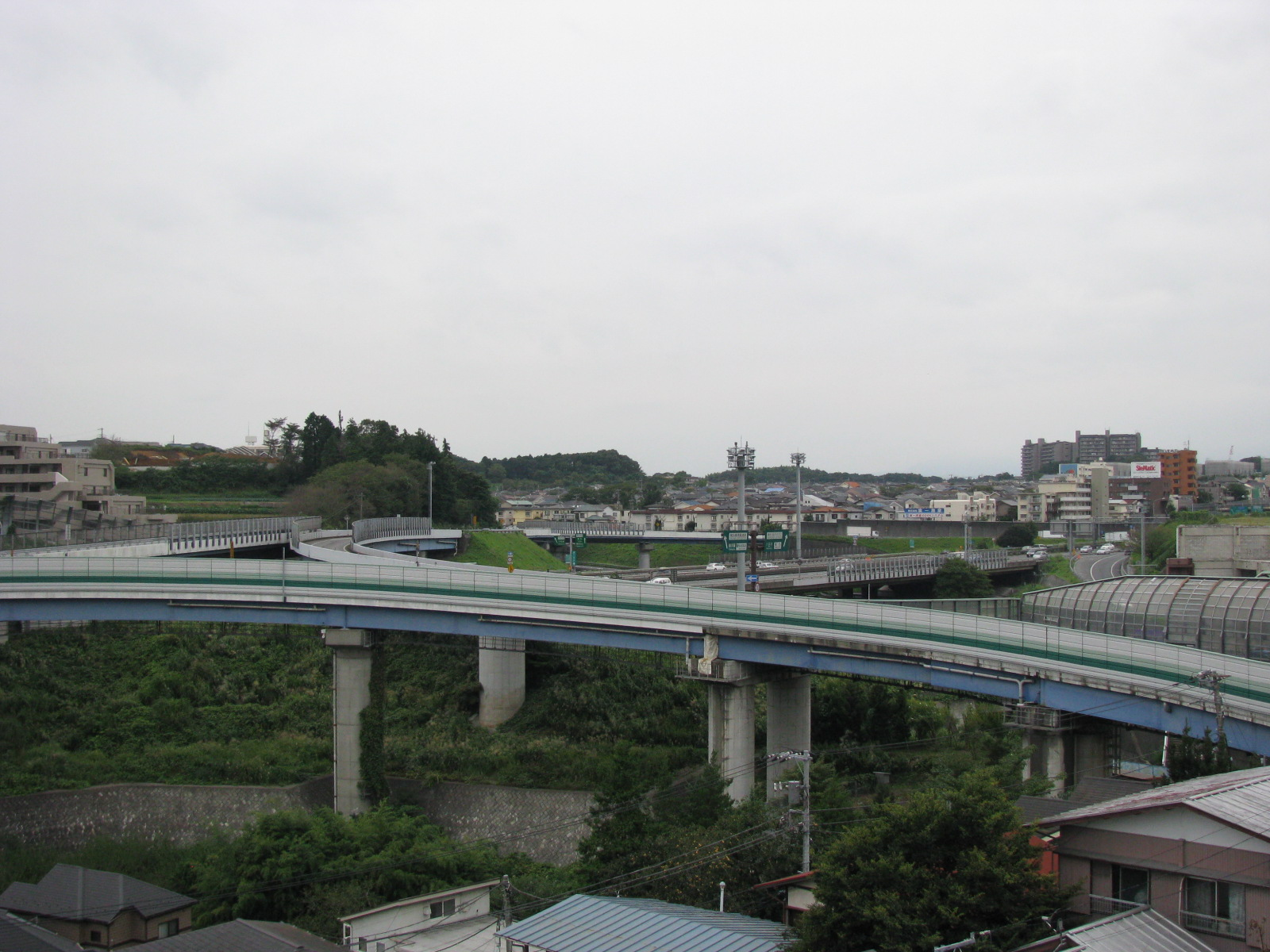
新保土ヶ谷IC
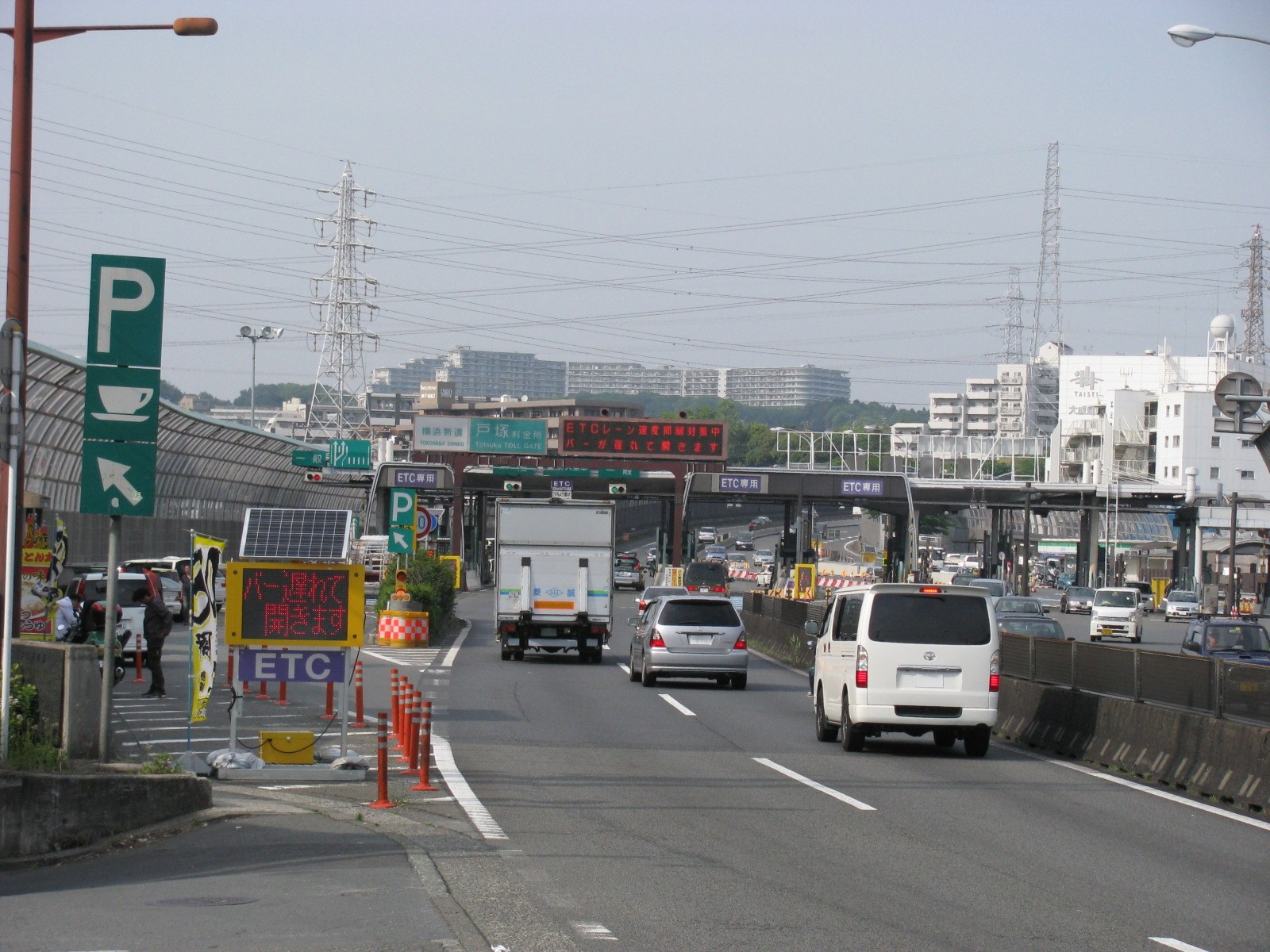
戸塚料金所